# Christian Bacciocco
Christian Bacciocco (* 25. Januar 1799 in Köln; † 27. Mai 1862 in Wermelskirchen) war Bürgermeister von Mettmann sowie von Obergeburth und Niedergeburth (Mönchengladbach).

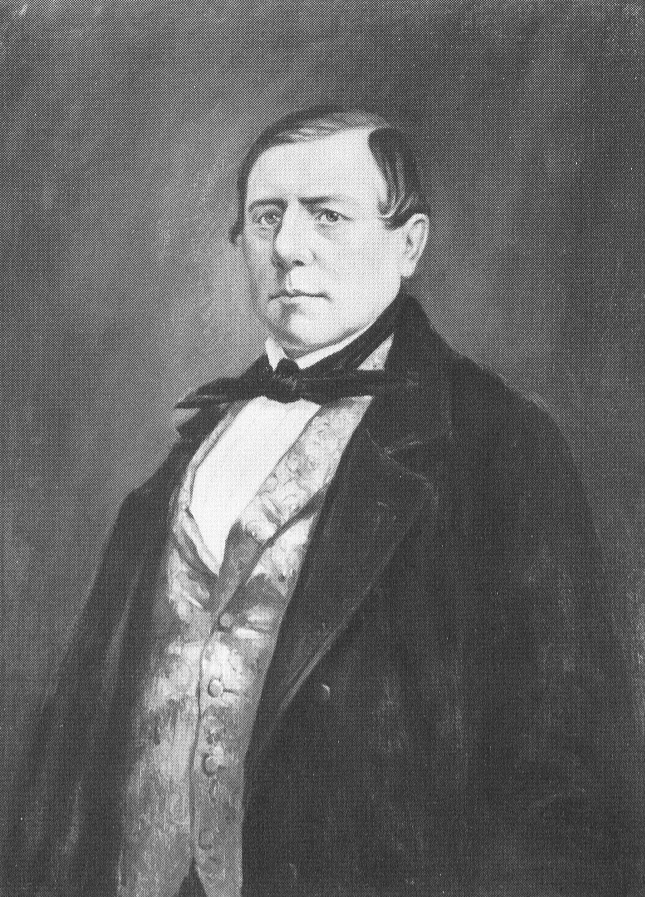
Christian Bacciocco

## Leben
Christian Bacciocco, über dessen Leben wenig bekannt ist, wurde am 25. Januar 1799 in Köln als Sohn des Anton Albert Bacciocco und der Maria Margarethe Honnen van Bochem geboren. Er war Offizier in der 7. Artilleriegarde und heiratete am 28. Oktober 1830 in Düsseldorf Catharina Kühlwetter. 1841 nahm er als Premierleutnant der Artillerie seinen Abschied. Von 1835 bis 1839 war Bacciocco Bürgermeister von Grevenbroich und Frimmersdorf. In dieser Zeit soll er von einem Agenten einer preußischen Geheimpolizei, dem Landrat Schnabel von Mülheim am Rhein, als „gefährliches Individuum“ angezeigt worden sein, „das die ‚Partei der Raisonneurs ergreift und mit denen in freundschaftlichen Verhältnissen lebt‘, während der Düsseldorfer Regierungspräsident ihn für ganz zuverlässig hielt.“
In Mettmann war Bacciocco vom 15. Mai 1839 bis zum 30. Juli 1844 Bürgermeister.
1844 wurde er von der preußischen Regierung zum Bürgermeister von München-Gladbach, Obergeburth und Niedergeburth ernannt. Sein Amt führte er vom 1. August 1844 als Nachfolger von Jakob Kühnhaus bis Mitte April 1852 aus. Die achtjährige Amtszeit in Gladbach war geprägt durch zahlreiche, teilweise gewaltsame politische Auseinandersetzungen im Zuge der Deutschen Revolution in den Jahren 1848 und 1849. Bei der zuvor durchgeführten Wahl des Bürgermeisters am 2. März 1852 wurde er nach der im Jahr 1850 verkündeten Gemeindeordnung einstimmig durch die Gemeindeverordneten wiedergewählt. Allerdings wurde er danach ohne Angabe von Gründen nicht durch die preußische Regierung bestätigt, die seine Wiederwahl anscheinend für einen Affront hielt. Eine von Bacciocco einberufene Kommission zur Untersuchung seiner Amtsgeschäfte kam nicht zustande. Als Grund wird die eher passive Haltung Baccioccos zu den Straßenkämpfen zwischen Bürgern und dem Militär angesehen, die nach dem Scheitern der durch König Friedrich Wilhelm IV. einberufenen Frankfurter Nationalversammlung am 9. und 10. Mai 1849 in Düsseldorf, Neuss, Elberfeld und Gladbach stattgefunden haben. Rund 2000 Gladbacher Revolutionäre zogen nach Neuss (Neusser Zug), um sich dort mit den dortigen Demokraten zu vereinigen, um das von preußischen Truppen besetzte Zeughaus zu stürmen. Das Gebäude diente einem Landwehrregiment in dieser Zeit als Militärzeughaus. Daran beteiligt waren unter anderem auch Bürgerwehren aus Dahlen, Hardt, Schelsen und Giesenkirchen. Ausdrücklich gegen den Marsch entschied sich die Bürgerwehr aus Rheydt. Die Aktivisten der Revolution genossen die Sympathie Baccioccos und wurden von ihm toleriert oder sogar unterstützt. Dazu liegen keine weiteren Quellen vor. Nach einem eingeleiteten Gerichtsverfahren zog es der mitangeklagte Landrat Joseph von der Straeten vor, pensioniert zu werden. Nach dem Niederlegen des Amtes übernahm Bacciocco zunächst kommissarisch die Verwaltung der Steuerkasse in Kevelaer und später den Posten des Steuereinnehmers in der Stadt Wermelskirchen, wo er schließlich am 27. Mai 1862 im Alter von 63 Jahren verstarb.

## Sonstiges
In seiner Amtszeit als Bürgermeister der kreisfreien Stadt München-Gladbach wurde die Schreibweise am 11. November 1841 in M. Gladbach geändert, um eine Unterscheidung zum östlich bei Köln liegenden Bergisch Gladbach zu ermöglichen.